# John Thorsen
John Thorsen (nascido em 11 de setembro de 1957) é um ex-ciclista australiano que competiu pela Austrália nos Jogos Olímpicos de Verão de 1976.